# Моран (Португалія)
Мора́н (порт. Mourão; МФА: [mo.ˈɾɐ̃w]) — муніципалітет і містечко в Португалії, в окрузі Евора. Розташований у південно-східній частині країни, на теренах історичної португальської провінції Алентежу. Належить до Еворської діоцезії Католицької церкви в Португалії. Права міського самоврядування має з 1296 року. Поділяється на 3 парафії. За адміністративним поділом, чинним до 1976 року, був складовою провінції Верхнє Алентежу. Площа муніципалітету — 278,63 км², населення муніципалітету — 2663 ос. (2011); густота населення — 9,56 осіб/км²
. Патрон — Діва Марія. Святковий день муніципалітету — 2 лютого. Поштовий індекс — 7240.  Код місцевої адміністративної одиниці — 0708. Складова статистичного регіону Алентежу.

## Географія
Моран розташований на південному сході Португалії, на південному сході округу Евора, на португальсько-іспанському кордоні.
Моран межує на півночі з муніципалітетом Аландруал, на сході — з Іспанією, на південному сході — з муніципалітетом Барранкуш, на півдні — з муніципалітетом Мора (Евора), на заході — з муніципалітетом Регенгуш-де-Монсараш.

## Історія
1267 року, за умовами Бадахоського договору між Португальським королівством та Кастильською Короною, Моран визнавався володінням останньої.
4 березня 1283 року кастильський король Альфонсо X передав своїй доньці Беатрисі, португальській королеві, замок і поселення Моран.
1295 року в ході португальсько-кастильскої війни Моран здобули війська португальського короля Дініша. Наступного 1296 року він надав поселенню форал, яким визнав статус містечка та муніципальні самоврядні права. 1297 року Моран було визнано португальським за умовами Альканісеського договору між Португалією та Кастилією.

## Населення
| Кількість мешканців | Кількість мешканців | Кількість мешканців | Кількість мешканців | Кількість мешканців | Кількість мешканців | Кількість мешканців | Кількість мешканців | Кількість мешканців | Кількість мешканців | Кількість мешканців | Кількість мешканців | Кількість мешканців | Кількість мешканців | Кількість мешканців |
| ------------------- | ------------------- | ------------------- | ------------------- | ------------------- | ------------------- | ------------------- | ------------------- | ------------------- | ------------------- | ------------------- | ------------------- | ------------------- | ------------------- | ------------------- |
| 1864                | 1878                | 1890                | 1900                | 1911                | 1920                | 1930                | 1940                | 1950                | 1960                | 1970                | 1981                | 1991                | 2001                | 2011                |
| 3 247               | 3 855               | 3 873               | 3 855               | 4 154               | 4 268               | 5 064               | 5 488               | 5 720               | 5 815               | 4 039               | 3 487               | 3 273               | 3 230               | 2 663               |